# 705 CCFL
A carreira 705 da Carris, transportadora coletiva municipal de Lisboa, Portugal, é simbolizada com a cor vermelha e é uma carreira complementar na rede de transportes públicos da cidade de Lisboa. A sua denominação é Estação Roma Areeiro - Estação Oriente, com terminais naquelas estações ferroviárias. No seu percurso passa pelo Aeroporto de Lisboa, seguindo pela Rua C, Encarnação, Olivais Norte e Moscavide, num percurso que apenas se efetua aos dias úteis e cuja existência se deve essencialmente ao conjunto de serviços existente na Rua C do Aeroporto, ligando-a a dois interfaces rodo-ferroviários da cidade de Lisboa. 

## Características

### Estação
Musgueira

### Material circulante
Volvo B7R LE (série 1701-1733) Marcopolo Viale

## Percurso

### Sentido Estação Oriente
| código | paragem              | ligação | ligação | ligação | ligação | ligação | ligação | ligação | ligação | ligação | ligação | ligação | ligação | ligação | ligação | ligação ML | ligação | outras ligações |
| ------ | -------------------- | ------- | ------- | ------- | ------- | ------- | ------- | ------- | ------- | ------- | ------- | ------- | ------- | ------- | ------- | ---------- | ------- | --------------- |
| 00320  | ESTAÇÃO ROMA AREEIRO | 727     | 793     |         |         |         |         |         |         |         |         |         |         |         |         |            |         | TST             |
| 00317  | Areeiro              | 717     | 793     | 708     | 722     | 720     | 735     |         |         |         | 756     |         |         |         |         |            |         |                 |
| 07511  | Praça do Aeroporto   |         | 744     | 708     | 722     | 731     | 750     |         |         |         | 783     |         |         |         |         |            |         |                 |
| 07601  | Aeroporto            |         | 744     | v       | 722     | v       | v       |         |         |         | 783     |         |         |         |         |            |         |                 |
| 07910  | Moscavide            | 725     | 744     | v       | 728     | 731     | v       | 759     | 782     |         |         |         |         |         |         |            |         |                 |
| 07816  | ESTAÇÃO ORIENTE      | 725     | 744     | 708     | 728     |         | 750     | 759     | 782     | 794     |         |         |         |         |         |            |         |                 |

## Percurso

### Sentido Estação Roma-Areeiro
| código | paragem              | ligação | ligação | ligação | ligação | ligação | ligação | ligação | ligação | ligação | ligação | ligação | ligação | ligação | ligação | ligação ML | ligação | outras ligações |
| ------ | -------------------- | ------- | ------- | ------- | ------- | ------- | ------- | ------- | ------- | ------- | ------- | ------- | ------- | ------- | ------- | ---------- | ------- | --------------- |
| 07816  | ESTAÇÃO ORIENTE      | 725     | 744     | 708     | 728     |         | 750     | 759     | 782     | 794     |         |         |         |         |         |            |         |                 |
| 07908  | Moscavide            | 725     | 744     | v       | 728     | 731     | v       | 759     | 782     |         |         |         |         |         |         |            |         |                 |
| 07602  | Aeroporto            |         | 744     | v       | 722     | v       | v       |         |         |         | 783     |         |         |         |         |            |         |                 |
| 07514  | Praça do Aeroporto   |         | 744     | 708     | 722     | 731     | 750     |         |         |         | 783     |         |         |         |         |            |         |                 |
| 00308  | Areeiro              | 717     | 793     | 708     | 722     | 720     | 735     |         |         |         | 756     |         |         |         |         |            |         |                 |
| 00320  | ESTAÇÃO ROMA AREEIRO | 727     | 793     |         |         |         |         |         |         |         |         |         |         |         |         |            |         | TST             |

## Horário
Ficheiros em formato PDF
- Estação Oriente → Estação Roma Areeiro
- Estação Roma Areeiro → Estação Oriente